# Il gusto dell'anguria
Il gusto dell'anguria (Tiān biān yi duǒyún o The Wayward Cloud) è un film del 2005 scritto e diretto da Tsai Ming-liang, interpretato dal suo attore-feticcio Lee Kang-sheng.
Presentato in concorso al Festival di Berlino, ha vinto un Orso d'argento per l'eccezionale contributo artistico, il Premio FIPRESCI e il Premio Alfred Bauer.

## Trama
In un periodo di grande siccità a Taipei, la televisione consiglia di risparmiare l'acqua proponendo di bere succo di anguria. I due protagonisti del precedente film Che ora è laggiù?, Hsiao-kang, ex-venditore di orologi riciclatosi attore porno, e Shiang-chyi, sua ex-cliente, non si arrendono e continuano a cercare dell'acqua. Tra i due nasce una storia basata solo ed esclusivamente sulla sessualità.

## Distribuzione
Il film è stato il candidato ufficiale di Taiwan per la 78ª edizione degli Academy Awards nella categoria in lingua straniera, ma non ha ottenuto una nomination. Dopo un'anteprima al Torino Film Festival, è stato distribuito nelle sale cinematografiche italiane dal 25 novembre 2005.

## Accoglienza

### Incassi
Il film ha incassato più di 20 milioni di dollari taiwanesi nelle sale di Taiwan; è stato un grande successo commerciale per l'industria cinematografica di Taiwan, poiché all'epoca la maggior parte delle vendite di biglietti dei film taiwanesi ammontava a meno di un milione di dollari taiwanesi.

### Critica
Il film ha una valutazione del 78% su Rotten Tomatoes basata su 27 recensioni, con una media ponderata di 6,96/10.

## Premi e riconoscimenti
- Festival di Berlino 2005: Orso d'argento per l'eccezionale contributo artistico, Premio FIPRESCI, Premio Alfred Bauer